# Fernão Nunes
Fernao Nuniz (fl. XVI secolo) è stato un mercante e viaggiatore portoghese.
I suoi appunti di viaggio sono stati fondamentali per conoscere la vita degli imperi dell'India meridionale del XVI secolo.
Cronista e commerciante di cavalli, trascorse tre anni a Vijayanagara, capitale dell'Impero Vijayanagara nel periodo tra gli anni 1535 e 1537. Attraverso i suoi scritti sono state portate alla luce molte interessanti informazioni riguardo a Vijayanagara, e in particolare alla costruzione delle massicce opere di fortificazione, torri e mura che la circondavano. Dalle sue note si hanno avuto informazioni riguardo all'espansione della capitale regale e alla vita della città durante i regni di Bukka Raya II e Deva Raya I.

## Biografia
- K.A. Nilakanta Sastry, History of South India, From Prehistoric times to fall of Vijayanagar, 1955, OUP, New Delhi (Reprinted 2002) ISBN 0-19-560686-8